# Rudolf Scharping
Rudolf Scharping, né le 2 décembre 1947 à Niederelbert, est un homme politique allemand membre du Parti social-démocrate d'Allemagne (SPD).
Il est ministre-président de Rhénanie-Palatinat de 1991 à 1994, président fédéral du SPD pendant deux ans à partir de 1993, et ministre fédéral de la Défense entre 1998 et 2002. En 1994, il se présente sans succès à la chancellerie fédérale contre le sortant Helmut Kohl dans le cadre des élections législatives fédérales. Il prend alors la présidence du groupe SPD au Bundestag jusqu'aux élections de 1998.

## Biographie

### Formation et carrière
Après avoir obtenu son Abitur, il accomplit son service militaire dans la Bundeswehr mais est libéré de ses obligations au bout d'un an et demi, soit avec six mois d'avance, à cause d'un problème d'amblyopie. Il entreprend alors des études supérieures de sciences politiques, de sociologie et de droit à l'université de Bonn, et les achève en 1974 par l'obtention d'une maîtrise.
Il est actuellement directeur général de Rudolf Scharping Strategie Beratung Kommunikation GmbH, une société spécialisée dans les conseils relatifs au partenariat public-privé, et consultant pour la société Cerberus. Par ailleurs, il occupe un poste de professeur invité de politique internationale à la Fletcher School of Law and Diplomacy de l'université Tufts en 2006.
En 2005, il est élu président de la Fédération allemande de cyclisme (BRD).

### Famille
Rudolf Scharping épouse en 1971 Jutta Krause, avec qui il a trois filles : Susanne, née en 1974, Christine, née deux ans plus tard, et enfin Julia, née en 1982. Le couple divorce finalement en 2000. Il est remarié avec Kristina Gräfin Pilati von Thassul zu Daxberg.

## Parcours politique

### Au sein du SPD
Il adhère au Parti social-démocrate d'Allemagne (SPD) en 1966. Deux ans plus tard, il fait l'objet d'une procédure d'exclusion pour avoir distribué des tracts dénonçant l'achat d'avions Starfighter, mais celle-ci est suspendue dix mois plus tard. Il est élu président des Jusos, organisation des jeunes du SPD, de Rhénanie-Palatinat dès 1969 et pour une période de cinq ans.
Désigné vice-président fédéral des Jusos de 1974 à 1976, il est porté à la présidence du SPD dans la région de Rheinland/Hessen-Nassau en 1984, puis du Rhénanie-Palatinat l'année suivante. Il renonce à son mandat local en 1990.
Le 25 juin 1993, Rudolf Scharping est élu président fédéral du SPD avec 40 % des voix au cours de primaires, en s'imposant face à Gerhard Schröder et Heidemarie Wieczorek-Zeul. Il n'effectue qu'un seul mandat, puisqu'il est battu par Oskar Lafontaine le 16 novembre 1995 au congrès fédéral de Mannheim. Il devient alors vice-président fédéral du parti et prend la présidence du Parti socialiste européen (PSE), qu'il abandonne en 2001.
Il ne se présente pas à la réélection lors du congrès fédéral de 2003 et quitte la direction du SPD.

### En Rhénanie-Palatinat: de l'opposition au pouvoir
Élu député au Landtag de Rhénanie-Palatinat en 1975, il y prend la présidence du groupe social-démocrate dix ans plus tard et devient donc le chef de l'opposition à la coalition noire-jaune de Bernhard Vogel puis Carl-Ludwig Wagner. Aux élections de 1991, il arrive en tête avec 44 % des voix et 47 sièges sur 101. Il forme alors une coalition sociale-libérale avec le Parti libéral-démocrate (FDP) et est investi ministre-président de Rhénanie-Palatinat le 21 mai 1991. Il est à la fois le premier social-démocrate à occuper ce poste et le seul soutenu par une coalition avec le FDP.
Il démissionne le 26 octobre 1994 afin d'entrer pleinement dans la politique fédérale, et se voit remplacé par le président du groupe SPD au Landtag, Kurt Beck.

### Au niveau fédéral

#### Candidat à la chancellerie
Aux élections législatives fédérales du 16 octobre 1994, il est désigné candidat au poste de chancelier fédéral (Kanzlerkandidat) face à Helmut Kohl, qui brigue un cinquième mandat. Le jour du scrutin, le SPD obtient 36 % des voix et 252 députés, en progression de trois points et treize élus par rapport au scrutin de 1990. Malgré la percée de l'Alliance 90/Les Verts, ce score n'est pas suffisant pour renverser la coalition noire-jaune au pouvoir depuis 1982. Élu député de Rhénanie-Palatinat, il est ensuite porté à la présidence du groupe SPD au Bundestag.

#### Ministre fédéral de la Défense
Quatre ans plus tard, le 27 septembre 1998, le SPD, emmené par le ministre-président de Basse-Saxe Gerhard Schröder s'impose aux législatives fédérales avec 40 % des voix et 298 députés. C'est la première fois depuis le scrutin de 1972 que les sociaux-démocrates dépassent la CDU/CSU. La bonne tenue des écologistes permet la formation d'une coalition rouge-verte un mois plus tard, et dans laquelle Rudolf Scharping est nommé ministre fédéral de la Défense.
Son mandat est marqué par la participation de la Bundeswehr à l'intervention de l'OTAN au Kosovo en 1999, ce qui en fait le premier déploiement armé de l'Allemagne à l'étranger depuis la fin de la Seconde Guerre mondiale.

Rudolf Scharping pousse à l'intervention contre la Serbie en n'hésitant pas à déclarer qu'il existe un Plan Fer-à-cheval et que les Serbes commettent un « génocide », « jouent au football avec des têtes coupées, dépècent des cadavres, arrachent les fœtus des femmes enceintes tuées et les font griller ». Ce plan fabriqué par le ministère de la Défense à partir d’éléments compilés par les services secrets bulgares sera dénoncé après la fin du conflit comme étant une fausse information, notamment par l'enquête du journaliste américain Daniel Pearl dans The Wall Street Journal le 31 décembre 1999 et par l'hebdomadaire Der Spiegel en janvier 2000,

#### Scandales et révocation
Le 19 juillet 2002, il est démis de ses fonctions par le chancelier fédéral Gerhard Schröder après les révélations du magazine Stern selon lesquelles il aurait touché 140 000 Deutsche Mark de l'homme d'affaires Moritz Hunzinger, ce qu'il présente comme des honoraires pour des conférences tenues avant son arrivée au gouvernement et un acompte sur un livre à paraître, alors même que la loi allemande interdit à un ministre de toucher des honoraires au cours de son mandat. Ce n'était toutefois pas le premier scandale le concernant : en septembre 2001, des photos de lui et sa nouvelle compagne, Kristina, en vacances à Majorque, sont publiées et révèlent qu'il a utilisé un avion de la Luftwaffe pour rejoindre les îles Baléares depuis la Macédoine, où il était en mission officielle, laissant en plan les députés fédéraux qui l'accompagnaient et alors même que le débat sur l'engagement de la Bundeswehr dans ce pays faisait rage en Allemagne.

### Fin de carrière
Malgré les scandales, il se représente aux élections législatives du 22 septembre 2002 et conserve son mandat de député. Il intègre alors la commission des Affaires étrangères du Bundestag. Ayant décidé de ne pas se représenter aux élections anticipées de 2005, il est aujourd'hui retiré de la vie politique.